# Isaac Brock (general)
Isaac Brock, född den 6 oktober 1769 på Guernsey, död den 13 oktober 1812 på Queenston Heights i Övre Kanada, var en brittisk arméofficer och kolonialadministratör. 
Han var militärbefälhavare och tjänsteförrättande guvernör med presidents titel i Övre Kanada under 1812 års krig. Genom Brocks psykologiska krigföring kunde Fort Detroit erövras utan strid. Han stupade i spetsen för sina trupper under Slaget vid Queenston Heights 1812.
Han är en av 14 män och kvinnor vilka är avbildade på Hjältemonumentet i Ottawa.